# Одарченко Петро Васильович
Одарченко Петро Васильович (20 серпня 1903, Римарівка, Гадяцький повіт, Полтавська губернія — 12 березня 2006, Вашингтон, США) — український літературо- та мовознавець, критик, педагог, дійсний член УВАН та НТШ, член Національної спілки письменників України, почесний доктор НаУКМА.

## Біографія
Народився в селі Римарівка Гадяцького повіту Полтавської губернії.
Закінчивши сільську школу (1913), перейшов до Гадяцької гімназії.
Юність минала у будинку Драгоманових, у щоденному спілкуванні з Оленою Пчілкою, в розмовах про Михайла Драгоманова та Панаса Мирного, читанні найкращих творів українського письменства.
Після закінчення гімназії і педагогічних курсів восени 1920 р. одержав призначення на посаду вчителя початкової школи на хуторі Мельниково-Кулебин, де працював до 1923 р.
Півроку навчався в Полтавському відділі історико-філологічного факультету Харківського університету, з 1923 — студент Ніжинського інституту народної освіти. Впродовж навчання був секретарем семінару української літератури підвищеного типу, головою краєзнавчого гуртка, регулярно надсилав до Етнографічної Комісії ВУАН народні пісні, збирав етнографічні матеріали за спеціальними темами. Дипломну роботу «Фольклор у краєзнавчій роботі трудшколи» підготував на рівні дисертації.
Після завершення навчання — аспірантура при кафедрі української мови та літератури.
Наукова праця була зосереджена на вивченні життя та творчості Лесі Українки та написанні дисертації «Стиль Лесі Українки». Саме в цій дисертації були зроблені перші спроби Одарченка як дослідника порівняльно-історичного методу в сфері українознавства. Вже перші праці «„Ткачі“ Г. Гайне у перекладі Лесі Українки» (Записки Ніженського ІНО), «Нові ненадруковані поезії Лесі Українки» (журнал «Життя і революція», 1928), «„Прощання“ Лесі Українки» (збірник ВУАН «Література», 1928) одержали схвальну критику літературознавців Миколи Зерова, Григорія Майфета, Бориса Якубського.
З 1928 року почав викладати курси в Ніжинському інституті народної освіти, з 1929 року — виконував обов'язки доцента. У роботі над дисертацією його консультантами були Сергій Єфремов, Микола Зеров, Павло Филипович, Борис Якубський.
Через раптовий арешт не вистачило кілька тижнів, щоб захистити дисертацію. Заслання на 3 роки в Алма-Ата, тяжка хвороба, звільнення від арешту 5 грудня 1933 року, а 6 грудня того ж року — знов арешт і висилка на три роки в Уральськ.
1937 — повернувся в Україну, але влаштуватися на роботу за фахом не зміг. Працював в Курській обласній бібліотеці, викладачем російської мови у середній школі.
1938 — влаштувався на посаду доцента Курського педінституту, викладав курс сучасної російської мови і керував семінаром «Граматичні системи української мови». Працював над дисертацією на тему "Лексика і синтаксис повісті Гоголя «Тарас Бульба». Курська обласна бібліотека видала два бібліографічні покажчики, присвячені Шевченку та Шекспіру, зі вступними статтями П.Одарченка.
1942 — виїхав до Польщі. Викладав мову в Православній духовній академії.
В кінці 1944 р. виїхав до Відня, потім до Баварії, перебував у таборі DP в Авгсбурзі.
1950 — переїхав з родиною до Нью-Йорка. У перші роки працював прибиральником на нью-йоркському вокзалі. Завдяки втручанню президента УВАН проф. Михайла Вєтухова отримав наукову стипендію. Наслідком була розвідка «Тарас Шевченко в радянській літературній критиці» (надрукована англійською мовою в науковому збірнику УВАН).
1952—1954 — працював у Бібліотеці Конгресу США.
1955—1973 — в «Голосі Америки» на посаді перекладача й редактора.
У вільний час продовжував літературознавчі студії, досліджував творчість Тараса Шевченка, Лесі Українки, Олени Пчілки. Шевченкознавчі праці ввійшли до книги «Тарас Шевченко і українська література» (Смолоскип, 1994).
З 1962 р. — дійсний член УВАН у США.
Член Спілки письменників «Слово».
Останні роки прожив у штаті Меріленд, США.

## Творчість
Найвагомішим здобутком у дослідженні творчості Шевченка є праця «Шевченко в радянській літературній критиці 1920—1981 рр.».
С. Білокінь у вступному слові до книжки П. Одарченка «Леся Українка: розвідки різних років» (К., 1994) наголошує, що автор — «це той тип науковця, без якого не встоялася б сама наука — тип чесного трудівника, що працює без огляду на кон'юктуру, так, як велить йому сама суть його справи».
Досить цінними є наукові розвідки П. Одарченка, що увійшли до збірника вибраних статей «Українська література», (К., 1995; про творчість видатних українських письменників П. Грабовського, В. Винниченка, О. Пчілки, М. Куліша, М. Драгоманова, Г. Чупринки, В. Симоненка, М. Ореста, Н. Щербини, О. Зуєвського, Леся Івченка.
Протягом понад 40 років писав статті до енциклопедій на теми української етнографії, фольклору, історії української літератури.
Був журналістом, кореспондентом газет «Свобода», «Українські вісті», «Народна воля».
Праця П. Одарченка «Русифікація України і боротьба за рятування української нації», опублікована 1985, жодною мірою не втратила свого значення досі.
Мова переважної більшості статей і наукових праць Петра Одарченка — академічно виважена, ділова й офіційна, науково-літературна, але часом буває піднесено-романтичною, мелодійно-барвистою.
П.Одарченко присвятив мові 140 праць, з них опубліковано українською 131.
1997 — у видавництві «Смолоскип» вийшла збірка статей П. Одарченка «За культуру української мови». Він присвятив багато уваги дослідженню мови українців в Америці.
У складеній 1983 року біобібіліографії П. Одарченко зазначив, що є автором понад 500 праць.
Наукова діяльність П. Одарченка отримала високу оцінку його колег Д. Нитченка, І. Качуровського, І. Кошелівця, В. Чапленка, Ю. Шевельова тощо. Сучасні українські дослідники Г. Шанько, В. Борисенко, В. Іванисенко, І. Андрусяк, П. Ротач присвятили вивченню його життю та діяльності свої праці.

## Громадська діяльність
Впродовж 12 років був секретарем Вашингтонської групи УВАН. 1973 року обраний її головою.
Навколо постаті П. Одарченка гуртувалися наукові філологічні кола та письменництво як діаспори, так і України.

## Вшанування пам'яті
28 лютого 2023 року у рідній Римарівці вулицю Лялі Убийвовк перейменували на вулицю Петра Одаренка.
У місті Гадяч провулок Чкалова перейменували на провулок Петра Одаренка.